# 鈴木健矢
鈴木 健矢（すずき けんや、1997年12月11日 - ）は、千葉県袖ケ浦市出身のプロ野球選手（投手）。右投左打。広島東洋カープ所属。

## 経歴

### プロ入り前
小学校2年から野球を始め、中学校は学校の軟式野球部に所属していた。中学校卒業後は木更津総合高校に進学し、第87回選抜高等学校野球大会に出場。同大会でチームは2回戦で敗退したが、鈴木は2試合ともに登板した。高校卒業後はJX-ENEOSに入社し、1年目より都市対抗野球の補強選手として選ばれる。2年目には侍ジャパンの社会人野球選手代表に選ばれ、3年目にはドラフト指名解禁の年であったが、指名はなかった。4年目は第45回社会人野球日本選手権大会に出場し、西部ガスとの1回戦で7回から登板し、3回無失点と好投した。
2019年10月17日に行われたドラフト会議では、北海道日本ハムファイターズから4位指名を受け、11月20日に契約金4500万円、年俸850万円（金額は推定）で契約を結んだ。背番号は47。チームには同姓の鈴木遼太郎が所属しているため、報道上の表記およびスコアボード上の表記は「鈴木健」となる。

### 日本ハム時代
2020年は春季キャンプを二軍でスタートしたが、キャンプ途中から一軍へ合流すると、オープン戦では好投を続けた。その後、新型コロナウイルスの影響で開幕延期となったものの、6月19日の開幕を一軍で迎えた。同23日の東北楽天ゴールデンイーグルス戦でプロ初登板となり、1回1安打2奪三振無失点に抑えた。ただ、27日の同カードでは1回5安打1四球5失点の大乱調で翌6月28日に出場選手登録を抹消された。8月28日に再登録となったが、9月22日に登録抹消。そのまま二軍でシーズンを終え、ルーキーイヤーは一軍で11試合に登板し、0勝1敗・防御率7.94という成績であった。オフに30万円増となる推定年俸880万円で契約を更改した。
2021年は春季キャンプを一軍でスタートし、2年連続となる開幕一軍入りを果たした。ただ、4月21日に出場選手登録を抹消されて以降は、再登録と登録抹消を2度繰り返し、この年は21試合の登板で0勝0敗・防御率4.19という成績であった。オフに170万円増となる推定年俸1050万円で契約を更改した。なお、10月25日に鈴木遼太郎が戦力外通告を受けて退団したことにより、報道上の表記およびスコアボード上の表記が「鈴木」となった。
2022年も春季キャンプを一軍でスタートすると、キャンプ途中で新庄剛志新監督からアンダースローへの転向を提案された。2月19日の練習試合では1イニングを三者凡退と好投し、アンダースローのフォーム固めに着手。レギュラーシーズンの開幕は二軍で迎えたものの、5月31日に出場選手登録されると、6月9日の横浜DeNAベイスターズ戦でプロ初ホールドを記録。同26日の福岡ソフトバンクホークス戦ではプロ初勝利も挙げた。7月15日の登録抹消後は二軍で先発調整となり、8月11日の埼玉西武ライオンズ戦でプロ初先発。JX-ENEOS時代の2018年以来、4年ぶりの先発だった。勝敗こそ付かなかったが、6回1/3を2失点と好投した。同23日のオリックス・バファローズ戦にも先発し、4回2/3を無失点で勝敗は付かず、その後は1試合のリリーフ登板を経て、9月14日の千葉ロッテマリーンズ戦に先発登板。4回までは無失点に抑えるも、5回裏に崩れて4回2/3を4失点でシーズン初黒星を喫した。翌15日に出場選手登録を抹消されたが、9月27日のロッテ戦に先発すると、6回2安打1四球無失点と好投し、4度目の先発登板で初の先発白星を挙げた。この年は19試合（4先発）の登板で2勝1敗3ホールド・防御率2.84を記録し、オフに850万円増となる推定年俸1900万円で契約を更改した。
2023年は春先から先発としてアピールを続けたものの、ロングリリーフが手薄なチーム事情があり、中継ぎとして開幕を一軍で迎えた。楽天との開幕第2戦でシーズン初登板となり、延長10回表を三者凡退に抑えると、直後にチームがサヨナラ勝ちを収めたため、この年から新本拠地となったエスコンフィールドHOKKAIDOでの球団初の勝利投手となった。中継ぎとして6試合に登板し、計8イニングを自責点0とブルペンの柱となりつつあったが、開幕ローテーションのコディ・ポンセと金村尚真が故障で離脱したチーム事情があり、4月20日のロッテ戦でシーズン初先発。リリーフ登板から中3日ということもあり、当初は5回までの予定であったが、新庄監督から続投の要望があり、6回表のマウンドにも上がって三者凡退に抑え、6回1安打2四死球無失点の好投で勝利投手となった。その後は中4〜5日での先発起用が続き、5月10日のソフトバンク戦の4回裏に失点を喫するまで、開幕から27イニング連続で自責点0を記録した。好投が続いたこともあり、鈴木の対策として左打者を並べられる試合が増え、6月2日の読売ジャイアンツ戦では5回2/3で9安打を打たれながらも、2失点の粘投で勝利投手。4回表の打席では一死二・三塁の場面で進塁打となるショートゴロを放ち、プロ初打点を記録した。同15日のDeNA戦では2回表の打席でライトへのヒットを放ったものの、降雨ノーゲームにより、プロ初安打は記録されなかった。6月24日終了時点では6勝2敗・防御率1.55を記録していたが、以降は左打者に打ち込まれる試合が目立ち、日程に余裕があることから、7月7日に出場選手登録を抹消され、調整を経て同17日の埼玉西武ライオンズ戦に先発。しかし、自己最短の1回0/3を4安打1四球4失点という内容で敗戦投手となり、試合後には二軍降格が決定した。元々小食で痩せやすい体質であったが、開幕からのフル回転にリカバリーが追いつかず、疲労とストレスもあり、食事が喉を通らず、開幕当初は79kgほどあった体重が一時は73kg台までに減少。「ちょっと体重が減りすぎたので、いっぱい食べていっぱいウエートトレしました」と本人が話したように、二軍降格後は1か月ほど実戦から離れて体を作り直すと、体重は80kg台にパワーアップし、ストレートの力強さを取り戻した姿が新庄監督の目に留まり、リリーフとして9月12日に出場選手登録。同日のオリックス戦に登板し、1イニングを無失点に抑えると、この試合を含めて6試合連続無失点でシーズンを終え、この年は24試合（12先発）の登板で6勝4敗1ホールド・防御率2.63を記録した。オフに1100万円増となる推定年俸3000万円で契約を更改した。
2024年は開幕ローテーション争いに加わっていたものの、建山義紀投手コーチが「どこで投げるっていうのは決めずにマルチに働いてもらう。それがチームにとって一番プラス」と話したように、先発もリリーフもできる万能性を買われ、リリーフとして開幕を一軍で迎えた。開幕からの2登板ではいずれも役割を果たしていたが、4月14日に出場選手登録を抹消され、二軍での先発調整を経て、同25日の楽天戦でシーズン初先発。新庄監督が「田中瑛斗くんを中に入れようかな。2人でゲーム作ってもらえたらいいかな」と話したように、雨天中止となった前日の予告先発投手であった田中瑛斗がブルペン待機していたこともあり、鈴木は4回56球2失点で降板し、敗戦投手となった。結局、この年は8試合の登板にとどまり、1勝2敗という成績であった。11月27日、300万円減となる推定年俸2700万円で契約を更改した。

### 広島時代
2024年12月9日に行われた現役ドラフトにて、広島東洋カープへの移籍が決定した。なお、これは現役ドラフトにて2巡目指名が行われた初めての事例であった。背番号は41。

## 選手としての特徴・人物
プロ入り2年目までは大きなテイクバックが特徴的なサイドスローであり、スライダーを武器としていた。持ち球は他に最速147km/hのストレート、カーブ、チェンジアップ、ツーシーム。制球と対左打者に課題を抱えていた。
プロ入り3年目の春季キャンプにて、新庄新監督の提案でアンダースローに転向した。変化球はスライダー、カーブ、シンカー。ときにスーパークイックやサイドスローで投球することがある。
2025年に広島移籍後に初めてシート打撃に登板した際の球速は最速122km/hで変化球はスライダーや最遅85km/hのカーブを投じた。広島監督の新井貴浩は「奥行きを使える投手で渡辺俊介に似ている」と評した。シート打撃を視察した中日スコアラーの金子丈は「（一般的に右下手投げが不利とされる）左打者にも抑え方を持っている貴重なタイプ」としている。
視力が悪く、登板時は度付きのサングラスをかけて試合に臨んでいる。

## 詳細情報

### 年度別投手成績
| 年 度     | 球 団     | 登 板 | 先 発 | 完 投 | 完 封 | 無 四 球 | 勝 利 | 敗 戦 | セ 丨 ブ | ホ 丨 ル ド | 勝 率 | 打 者 | 投 球 回 | 被 安 打 | 被 本 塁 打 | 与 四 球 | 敬 遠 | 与 死 球 | 奪 三 振 | 暴 投 | ボ 丨 ク | 失 点 | 自 責 点 | 防 御 率 | W H I P |
| --------- | --------- | ----- | ----- | ----- | ----- | -------- | ----- | ----- | -------- | ----------- | ----- | ----- | -------- | -------- | ----------- | -------- | ----- | -------- | -------- | ----- | -------- | ----- | -------- | -------- | ------- |
| 2020      | 日本ハム  | 11    | 0     | 0     | 0     | 0        | 0     | 1     | 0        | 0           | .000  | 55    | 11.1     | 15       | 0           | 7        | 0     | 0        | 11       | 0     | 0        | 10    | 10       | 7.94     | 1.94    |
| 2021      | 日本ハム  | 21    | 0     | 0     | 0     | 0        | 0     | 0     | 0        | 0           | ----  | 84    | 19.1     | 17       | 1           | 7        | 2     | 3        | 11       | 0     | 0        | 10    | 9        | 4.19     | 1.24    |
| 2022      | 日本ハム  | 19    | 4     | 0     | 0     | 0        | 2     | 1     | 0        | 3           | .667  | 159   | 38.0     | 33       | 2           | 13       | 2     | 4        | 25       | 1     | 0        | 12    | 12       | 2.84     | 1.21    |
| 2023      | 日本ハム  | 24    | 12    | 0     | 0     | 0        | 6     | 4     | 0        | 1           | .600  | 273   | 65.0     | 59       | 3           | 21       | 0     | 3        | 23       | 0     | 0        | 24    | 19       | 2.63     | 1.23    |
| 2024      | 日本ハム  | 8     | 3     | 0     | 0     | 0        | 1     | 2     | 0        | 1           | .333  | 90    | 23.0     | 17       | 3           | 7        | 0     | 1        | 6        | 0     | 0        | 7     | 7        | 2.74     | 1.04    |
| 通算：5年 | 通算：5年 | 83    | 19    | 0     | 0     | 0        | 9     | 8     | 0        | 5           | .529  | 661   | 156.2    | 141      | 9           | 55       | 4     | 11       | 76       | 1     | 0        | 63    | 57       | 3.27     | 1.25    |

- 2024年度シーズン終了時

### 年度別守備成績
| 年 度 | 球 団    | 投手  | 投手  | 投手  | 投手  | 投手  | 投手     |
| 年 度 | 球 団    | 試 合 | 刺 殺 | 補 殺 | 失 策 | 併 殺 | 守 備 率 |
| ----- | -------- | ----- | ----- | ----- | ----- | ----- | -------- |
| 2020  | 日本ハム | 11    | 1     | 2     | 0     | 0     | 1.000    |
| 2021  | 日本ハム | 21    | 1     | 4     | 0     | 0     | 1.000    |
| 2022  | 日本ハム | 19    | 1     | 9     | 0     | 1     | 1.000    |
| 2023  | 日本ハム | 24    | 3     | 11    | 3     | 2     | .824     |
| 2024  | 日本ハム | 8     | 2     | 2     | 0     | 1     | 1.000    |
| 通算  | 通算     | 83    | 8     | 28    | 3     | 4     | .923     |

- 2024年度シーズン終了時
- 各年度の太字はリーグ最多

### 記録
初記録
投手記録
- 初登板：2020年6月23日、対東北楽天ゴールデンイーグルス1回戦（楽天生命パーク宮城）、8回裏に3番手で救援登板、1回無失点
- 初奪三振：同上、8回裏に島内宏明から見逃し三振
- 初ホールド：2022年6月9日、対横浜DeNAベイスターズ3回戦（札幌ドーム）、6回表に2番手で救援登板、1回無失点
- 初勝利：2022年6月26日、対福岡ソフトバンクホークス12回戦（福岡PayPayドーム）、9回裏二死に5番手で救援登板、1/3回無失点[34]
- 初先発登板：2022年8月11日、対埼玉西武ライオンズ19回戦（札幌ドーム）、6回1/3を8安打2失点5奪三振で勝敗つかず[91]
- 初先発勝利：2022年9月27日、対千葉ロッテマリーンズ24回戦（札幌ドーム）、6回無失点[91]

打撃記録
- 初打席：2023年6月2日 対読売ジャイアンツ1回戦（東京ドーム）、3回表に横川凱から空振り三振
- 初打点：同上、4回表に横川凱から遊ゴロの間[96]

### 背番号
- 47（2020年[8] - 2024年）
- 41（2025年[86] - ）

### 登場曲
- 「Good Life」清水翔太（2020年）
- 「22」テイラー・スウィフト（2021年）
- 「君という名の翼」コブクロ（2021年 - ）